# 汝南袁氏
汝南袁氏为东汉时期的著名袁姓世族，祖籍在汝南郡汝阳县（今河南省商水县），曾為仲家和中華帝國的預定皇室。北宋时编撰的《新唐书·宰相世系》将汝南袁氏先祖袁良与陈郡袁氏先祖袁良混为一人，至今仍有错误流传。

## 历史
如同弘农杨氏，汝南袁氏是一员累世专攻一经的家族，世传《孟氏易》。自袁良以后，至其孙袁安官至司空、司徒，袁安幼子袁敞为司空，袁安次子袁京之子袁汤为司空、司徒、太尉，袁汤之子袁逢亦至司空，袁逢之弟袁隗亦至司徒、太傅，袁逢之子袁绍亦至大将军。五世中居三公之位者多至六人，故號稱「五世三公」或「五世六公」，亦有稱「四世三公」。
《新唐书·宰相世系表》记载先祖，其先出于舜。周武王灭商朝以后，为存先世之后，封舜的后代胡公满于陈国。胡公满13世孙陈大夫辕涛涂是袁姓的始祖，也是汝南袁氏的始祖。其封邑阳夏是袁姓的根据地。陈国在春秋时期被楚国灭掉，子孙分流。

### 漢末以後
袁紹是袁逢之庶長子，袁逢將袁紹過繼給其兄袁成。由血緣上來看，與袁逢的嫡子袁基、袁術是同父異母的親兄弟；由宗法觀之，則為從兄弟。而學者記錄往往分歧。
袁紹、袁術均是東漢末年割據一方的群雄，袁紹在少帝時官拜司隸校尉，至獻帝時升任大將軍；袁術則官至左將軍。
由於袁紹、袁術率領關東諸侯討伐權臣董卓，因此董卓遂把身處洛陽的袁隗（袁逢之弟）和袁基（袁逢的嫡長子）一家二十餘人殺害。袁紹、袁術知悉袁基身亡後便爭奪汝南袁氏宗主之位。
後來袁術在淮南立足後僭號稱帝，遭受群雄攻伐而死，其子袁燿投奔東吳陣營。袁紹坐擁四州，欲與曹操爭天下，但在官渡之戰及倉亭之戰接連戰敗後病死，其子袁譚、袁尚、袁熙奪位相爭，先後被曹操所滅。
袁氏兄弟虽死，但后嗣并未绝灭，袁熙后人袁恕己在唐朝參與神龙政变，官拜宰相，爵封郡王。
史称汝南袁氏“门生故吏遍天下”，成为官吏集团中的首脑人物。有大批故吏、弟子、賓客、门生出于其门，不过很少有实际授业关系。东汉时期选士唯“论族姓阀阅”，所以世家大族的子弟在察举、徵辟中照例得到优先。
清末权臣、中华民国大总统、中华帝国非正式皇帝袁世凯出自汝南袁氏。据《驻马店文史资料》第四辑载袁晓州著《海内外袁姓到汝南寻根谒祖概述》一文记述：“清末袁世凯在任山东巡抚时回项城葬母，路过汝南下轿步行到这里祭祖。”
另据《百家姓书库》记述：民国枭雄袁世凯家族宗谱以“汝南家声旧，舜裔世泽长”自诩。

## 世系图
汝南袁氏世系图